# برناردو بروفنزانو
برناردو بروفنزانو (بالإيطالية: Bernardo Provenzano)‏ (ولد في 31 يناير 1933 في كورليوني، صقلية - 13 يوليو 2016) العراب الشهير ل المافيا الصقلية (كوزا نوسترا) ويشتبه في انه كان رئيسا للكورليونيزي، وهي المافيا التي نشأت في قرية كرليوني، ويعد من أكبر زعماء المافيا الصقلية وهو رأس الأفعى حتى يوم اعتقاله في عام 2006 بعد 40 عاماً من البحث والتحري. يلقب ب بيني الجرار لأنه على حد تعبير أحد المخبرين بأنه كان أعنف ممن سبقوه ويكسر كل من يحاول أن يقف في طريقه.

## سيرته

### بداية حياته
ترعرع برناردو في كورليوني، وهو الثالث من سبعة إخوة، من أبوين عملوا في الفلاحة. ترك المدرسة من دون قبل أن يكمل الابتدائية، وعمل في الحقول. التحق بالمافيا في أواخر سنوات المراهقة. في ذلك الوقت، ميشيل نافارا كان رئيسا لأسرة مافيا كورليوني، ولكن بروفنزانو أصبح على مقربة من لوتشيانو ليجيو الشقي والطموح. وذهب نافارا وليجيو للحرب ضد بعضهما بعضا في منتصف الخمسينات.